# Reo Hatate
Reo Hatate (旗手 怜央 Hatate Reo?), född 21 november 1997 i Mie prefektur, är en japansk fotbollsspelare som spelar för skotska Celtic.

## Karriär
Hatate började sin karriär 2019 i Kawasaki Frontale.
Den 31 december 2021 värvades Hatate av Scottish Premiership-klubben Celtic, där han skrev på ett 4,5-årskontrakt.